# Прудник, Александр Афанасьевич
Александр Афанасьевич Прудник (1 октября 1933, Алексеевка, Днепропетровская область — 5 ноября 2009, Новосибирск) — советский и российский оперный певец (бас-баритон), педагог,  народный артист РСФСР (1988).

## Биография
Родился 1 октября 1933 года в селе Алексеевка Никопольского района Днепропетровской области Украинской ССР. 
В 1953—1955 годах был солистом Ансамбля песни и пляски Туркестанского военного округа.  
В 1962 году окончил Харьковскую консерваторию. 
В 1962—1967 годах был солистом во Львовском театре оперы и балета. В 1962—1967 годах выступал в Бакинском театре оперы и балета.
В 1971—2002 годах был ведущим солистом Новосибирского государственного академического театра оперы и балета. Исполнил 24 роли, среди которых важное место занимала итальянская оперная классика. Гастролировал в Москве, Ленинграде, Свердловске, Челябинске, Киеве, Тбилиси, Ташкенте, а также за рубежом. Всего в его репертуаре было около 60 ведущих баритоновых и басовых партий. 
В 1988—2009 годах преподавал на кафедре сольного пения Новосибирской консерватории, доцент (1993), профессор (2007). Среди его учеников лауреат международных конкурсов В. Ефанов, солисты Новосибирского театра оперы и балета А. Исаков, А. Алексеев.
Умер 5 ноября 2009 года в Новосибирске.

### Семья
- Брат — певец Владимир Афанасьевич Прудник (род. 1937), заслуженный артист РСФСР.

## Награды
- Заслуженный артист РСФСР (26.11.1979);
- Народный артист РСФСР (15.03.1988).

## Оперные партии
- «Отелло» Дж. Верди — Яго
- «Риголетто» Дж. Верди — Риголетто
- «Трубадур» Дж. Верди — граф ди Луна
- «Аида» Дж. Верди — Амонасро
- «Тоска» Дж. Пуччини — Скарпиа
- «Пиковая дама» П. Чайковского — Томский
- «Князь Игорь» А. Бородина — князь Игорь и Владимир Галицкий
- «Мазепа» П. Чайковского — Мазепа
- «Демон» А. Рубинштейна — Демон
- «Борис Годунов» М. Мусоргского — Борис Годунов и Варлаам
- «Хованщина» М. Мусоргского — князь Хованский